# Баймаклия (Каушанский район)
Баймаклия (рум. Baimaclia) — село в Каушанском районе Молдавии. Является административным центром коммуны Баймаклия, включающей также село Суркичень.

## География
Село расположено на высоте 106 метров над уровнем моря.

## Население
По данным переписи населения 2004 года, в селе Баймаклия проживает 1966 человек (981 мужчина, 985 женщин).
Этнический состав села:
| Национальность | Число жителей | Процентный состав |
| -------------- | ------------- | ----------------- |
| молдаване      | 1876          | 95.42             |
| румыны         | 66            | 3.36              |
| украинцы       | 15            | 0.76              |
| русские        | 6             | 0.31              |
| гагаузы        | 2             | 0.1               |
| прочие         | 1             | 0.05              |
| Всего          | 1966          | 100%              |